# Platyla curtii
Platyla curtii ist eine auf dem Land lebende Schnecke aus der Familie der Mulmnadeln (Aciculidae) in der Ordnung der Architaenioglossa („Alt-Bandzüngler“).

## Merkmale
Das kegelförmige Gehäuse ist 2,55 bis 3,1 mm hoch und 1,0 bis 1,15 mm breit. Es hat 5 bis 6 nur leicht gewölbte Windungen mit einer tiefen Naht. Unterhalb der Naht ist keine Kante oder Nahtfaden vorhanden. Die Höhe des letzten Umgangs erreicht mehr als die
Hälfte der Gesamtgehäusehöhe. Bereits mit der vorletzten Windung steigt die Mündung an.
In der Frontalansicht ist die Mündung schief birnenförmig, der Mundsaum ist erweitert. In der Seitenansicht zeigt der Mundsaum einen sehr kleinen Sinulus an der Naht. Die Höhe der Mündung beträgt 0,85 bis 0,95 mm, die Breite der Mündung 0,60 bis 0,75 mm. Der Parietalkallus ist deutlich zu sehen, ebenso der Angularis. Dagegen ist der Nabelkallus, der sich schmal am Parietalkallus entlang bis zur Angularis zieht, vergleichsweise dünn. Er ist im Bereich des überdeckten Nabels am breitesten. Der vorne und hinten unscharf begrenzte Nackenwulst ist flach, in der Seitenansicht ist er in der Mitte am höchsten. Das Gehäuse ist rötlich bis gelbbraun.

### Ähnliche Arten
Platyla curtii unterscheidet sich von der Glatten Mulmnadel (Platyla polita) und von der Zierlichen Mulmnadel (Platyla gracilis) durch das Fehlen einer Kante unter der Naht und durch den Nackenwulst, der bei den letzteren Arten kräftig(er) ausgebildet ist. Platyla dupuyi besitzt ein größeres Gehäuse; der letzte Umgang ist aber im Verhältnis zur Gesamthöhe niedriger als bei Platyla curtii. Außerdem hat diese Art fast keinen Nackenwulst ausgebildet. Platyla wilhelmi ist ebenfalls größer als Platyla curtii, aber die Windungen sind an der Peripherie schwächer gewölbt. Der Nackenwulst ist bei Platyla wilhelmi  wesentlich schwächer ausgebildet, fast nicht vorhanden. Der Mündungsrand zeigt in der Seitenansicht einen sehr deutlichen Sinulus unterhalb der Naht.

## Geographische Verbreitung, Vorkommen und Lebensweise
Platyla curtii ist aus zwei disjunkten Arealen bekannt: Einem kleinen Gebiet im nordwestlichen Friaul (Italien) und aus einem größeren Gebiet, das von Triest (Italien) und Zagorje bei Pivka (Slowenien) durch Istrien bis zur Kvarner Bucht (Kroatien) reicht. Unklar ist, ob es tatsächlich eine Verbreitungslücke zwischen Friaul und Triest/Zagorje gibt oder ob dies lediglich eine Kenntnislücke ist.
Die Tiere leben unterirdisch im Mulm und in der tiefen Laubstreu zwischen Geröll und Felsen, meist Kalkfelsen. Bei Triest wurde die Art auch in der Höhle Fernitic gefunden. Bei Ućka Gora (Kroatien) wurden Exemplare bis 970 m über Meereshöhe gefunden.

## Taxonomie
Das Taxon wurde von Anton Josef Wagner 1912 als Acme curtii erstmals beschrieben. Boeters et al. stellten die Art 1989 zur Gattung Platyla.

## Belege

### Online
- Animal Base: Species summary for Platyla curtii (Wagner, 1912)